# Kozîrșciîna, Novomoskovsk
Kozîrșciîna (în ucraineană Козирщина) este un sat în orașul raional Pereșcepîne din raionul Novomoskovsk, regiunea Dnipropetrovsk, Ucraina.

## Demografie
Componența lingvistică a localității Kozîrșciîna
     Ucraineană (93,17%)
     Rusă (6,64%)
     Alte limbi (0,18%)
Conform recensământului din 2001, majoritatea populației localității Kozîrșciîna era vorbitoare de ucraineană (93,17%), existând în minoritate și vorbitori de rusă (6,64%).